# کیویچی ناگایا
کیویچی ناگایا (انگلیسی: Kyoichi Nagaya؛ زادهٔ ۱۷ نوامبر ۱۹۴۸) بازیکن هاکی روی چمن اهل ژاپن بود.
وی در مسابقات کشوری و بین‌المللی در مجموع برندهٔ ۱ مدال برنز شده‌است.